# Frank Shields
Francis Xavier Alexander »Frank« Shields starejši, ameriški tenisač, * 18. november 1909, New York, ZDA, † 19. avgust 1975, New York.
Frank Shields se je leta 1930 uvrstil v finale turnirja za Nacionalno prvenstvo ZDA, kjer ga je premagal John Doeg, leta 1931 pa v finale turnirja za Prvenstvo Anglije, kjer je zmagal Sidney Wood brez boja, saj Shields zaradi poškodbe gležnja ni mogel nastopiti. Na turnirjih za Amatersko prvenstvo Francije se je najdlje uvrstil v četrti krog leta 1933. Leta 1932 je bil član ameriške reprezentance v tekmovanju International Lawn Tennis Challenge, kjer se je uvrstila v finale. Leta 1964 je bil sprejet v Mednarodni teniški hram slavnih.
Njegova vnukinja je igralka Brooke Shields.

## Finali Grand Slamov

### Posamično (2)

#### Porazi (2)
| Leto | Turnir                   | Nasprotnik v finalu | Rezultat finala       |
| 1930 | Nacionalno prvenstvo ZDA | John Doeg           | 10–8, 1–6, 6–4, 16–14 |
| 1931 | Prvenstvo Anglije        | Sidney Wood         | b.b.                  |